# Liste der Gemeinden im Département Haut-Rhin

Lage des Départements Haut-Rhin in Frankreich

Das französische Département Haut-Rhin umfasst 366 Gemeinden in 6 Arrondissements. 366 Gemeinden haben sich in 25 Kommunalverbänden (Communauté de communes und Communauté d’agglomération) zusammengeschlossen (Stand 1. Januar 2017)
| Code INSEE | PLZ         | Gemeinde                | Einwohner (Stand 1. Januar 2022) | Fläche in km² | Einwohner je km² | Kanton seit 30. März 2015 Kanton bis 29. März 2015                                      | Arrondissement ab 2017 Arrondissement bis 2016 Arrondissement bis 2014 | Gemeindeverband                         |
| ---------- | ----------- | ----------------------- | -------------------------------- | ------------- | ---------------- | --------------------------------------------------------------------------------------- | ---------------------------------------------------------------------- | --------------------------------------- |
| 68001      | 68600       | Algolsheim              | 1132                             | 7,22          | 157              | Ensisheim Neuf-Brisach                                                                  | Colmar-Ribeauvillé Colmar                                              | Alsace Rhin Brisach                     |
| 68002      | 68210       | Altenach                | 378                              | 6,18          | 61               | Masevaux-Niederbruck Dannemarie                                                         | Altkirch                                                               | Sud Alsace Largue                       |
| 68004      | 68130       | Altkirch                | 5575                             | 9,54          | 584              | Altkirch                                                                                | Altkirch                                                               | Sundgau                                 |
| 68005      | 68770       | Ammerschwihr            | 1594                             | 19,66         | 81               | Sainte-Marie-aux-Mines Kaysersberg                                                      | Colmar-Ribeauvillé Ribeauvillé                                         | Vallée de Kaysersberg                   |
| 68006      | 68210       | Bernwiller              | 1209                             | 10,65         | 114              | Masevaux-Niederbruck Cernay                                                             | Altkirch Thann                                                         | Sud Alsace Largue                       |
| 68007      | 68280       | Andolsheim              | 2196                             | 11,60         | 189              | Colmar-2 Andolsheim                                                                     | Colmar-Ribeauvillé Colmar                                              | Colmar Agglomération                    |
| 68008      | 68280       | Appenwihr               | 585                              | 7,72          | 76               | Ensisheim Neuf-Brisach                                                                  | Colmar-Ribeauvillé Colmar                                              | Alsace Rhin Brisach                     |
| 68009      | 68320       | Artzenheim              | 859                              | 9,69          | 89               | Ensisheim Andolsheim                                                                    | Colmar-Ribeauvillé Colmar                                              | Alsace Rhin Brisach                     |
| 68010      | 68130       | Aspach                  | 1141                             | 4,20          | 272              | Altkirch                                                                                | Altkirch                                                               | Sundgau                                 |
| 68011      | 68700       | Aspach-le-Bas           | 1273                             | 8,01          | 159              | Cernay                                                                                  | Thann-Guebwiller Thann                                                 | Thann-Cernay                            |
| 68012      | 68700       | Aspach-Michelbach       | 1754                             | 12,03         | 146              | Cernay Thann                                                                            | Thann-Guebwiller Thann                                                 | Thann-Cernay                            |
| 68013      | 68220       | Attenschwiller          | 978                              | 5,11          | 191              | Saint-Louis Huningue                                                                    | Mulhouse                                                               | Saint-Louis Agglomération               |
| 68014      | 68150       | Aubure                  | 357                              | 4,90          | 73               | Sainte-Marie-aux-Mines                                                                  | Colmar-Ribeauvillé Ribeauvillé                                         | Pays de Ribeauvillé                     |
| 68015      | 68390       | Baldersheim             | 2577                             | 12,76         | 202              | Rixheim Illzach                                                                         | Mulhouse                                                               | Mulhouse Alsace Agglomération           |
| 68016      | 68740       | Balgau                  | 940                              | 9,49          | 99               | Ensisheim Neuf-Brisach                                                                  | Colmar-Ribeauvillé Colmar                                              | Alsace Rhin Brisach                     |
| 68017      | 68210       | Ballersdorf             | 815                              | 10,72         | 76               | Masevaux-Niederbruck Altkirch                                                           | Altkirch                                                               | Sud Alsace Largue                       |
| 68018      | 68210       | Balschwiller            | 736                              | 9,79          | 75               | Masevaux-Niederbruck Dannemarie                                                         | Altkirch                                                               | Sud Alsace Largue                       |
| 68019      | 68320       | Baltzenheim             | 563                              | 6,52          | 86               | Ensisheim Andolsheim                                                                    | Colmar-Ribeauvillé Colmar                                              | Alsace Rhin Brisach                     |
| 68020      | 68490       | Bantzenheim             | 1624                             | 21,22         | 77               | Rixheim Illzach                                                                         | Mulhouse                                                               | Mulhouse Alsace Agglomération           |
| 68021      | 68870       | Bartenheim              | 4135                             | 12,86         | 322              | Brunstatt-Didenheim Sierentz                                                            | Mulhouse                                                               | Saint-Louis Agglomération               |
| 68022      | 68390       | Battenheim              | 1552                             | 16,88         | 92               | Rixheim Illzach                                                                         | Mulhouse                                                               | Mulhouse Alsace Agglomération           |
| 68023      | 68980       | Beblenheim              | 931                              | 5,61          | 166              | Sainte-Marie-aux-Mines Kaysersberg                                                      | Colmar-Ribeauvillé Ribeauvillé                                         | Pays de Ribeauvillé                     |
| 68024      | 68210       | Bellemagny              | 148                              | 2,10          | 70               | Masevaux-Niederbruck Dannemarie                                                         | Altkirch                                                               | Sud Alsace Largue                       |
| 68025      | 68480       | Bendorf                 | 251                              | 7,55          | 33               | Altkirch Ferrette                                                                       | Altkirch                                                               | Sundgau                                 |
| 68026      | 68126 68630 | Bennwihr                | 1335                             | 6,59          | 203              | Sainte-Marie-aux-Mines Kaysersberg                                                      | Colmar-Ribeauvillé Ribeauvillé                                         | Pays de Ribeauvillé                     |
| 68027      | 68130       | Berentzwiller           | 340                              | 6,08          | 56               | Altkirch                                                                                | Altkirch                                                               | Sundgau                                 |
| 68028      | 68750       | Bergheim                | 2061                             | 19,16         | 108              | Sainte-Marie-aux-Mines Ribeauvillé                                                      | Colmar-Ribeauvillé Ribeauvillé                                         | Pays de Ribeauvillé                     |
| 68029      | 68500       | Bergholtz               | 1073                             | 4,24          | 253              | Guebwiller                                                                              | Thann-Guebwiller Guebwiller                                            | Région de Guebwiller                    |
| 68030      | 68500       | Bergholtzzell           | 390                              | 2,29          | 170              | Guebwiller                                                                              | Thann-Guebwiller Guebwiller                                            | Région de Guebwiller                    |
| 68032      | 68500       | Berrwiller              | 1275                             | 7,66          | 166              | Wittenheim Soultz-Haut-Rhin                                                             | Mulhouse Guebwiller                                                    | Mulhouse Alsace Agglomération           |
| 68033      | 68560       | Bettendorf              | 460                              | 4,73          | 97               | Altkirch Hirsingue                                                                      | Altkirch                                                               | Sundgau                                 |
| 68034      | 68480       | Bettlach                | 303                              | 4,09          | 74               | Altkirch Ferrette                                                                       | Altkirch                                                               | Sundgau                                 |
| 68035      | 68480       | Biederthal              | 329                              | 4,16          | 79               | Altkirch Ferrette                                                                       | Altkirch                                                               | Sundgau                                 |
| 68036      | 68600       | Biesheim                | 2519                             | 16,55         | 152              | Ensisheim Neuf-Brisach                                                                  | Colmar-Ribeauvillé Colmar                                              | Alsace Rhin Brisach                     |
| 68037      | 68127       | Biltzheim               | 483                              | 7,15          | 68               | Ensisheim                                                                               | Thann-Guebwiller Guebwiller                                            | Centre Haut-Rhin                        |
| 68038      | 68320       | Bischwihr               | 1192                             | 3,23          | 369              | Colmar-2 Andolsheim                                                                     | Colmar-Ribeauvillé Colmar                                              | Colmar Agglomération                    |
| 68039      | 68580       | Bisel                   | 542                              | 8,10          | 67               | Altkirch Hirsingue                                                                      | Altkirch                                                               | Sundgau                                 |
| 68040      | 68620       | Bitschwiller-lès-Thann  | 1995                             | 12,64         | 158              | Cernay Thann                                                                            | Thann-Guebwiller Thann                                                 | Thann-Cernay                            |
| 68041      | 68740       | Blodelsheim             | 1959                             | 20,69         | 95               | Ensisheim                                                                               | Colmar-Ribeauvillé Thann-Guebwiller Guebwiller                         | Alsace Rhin Brisach                     |
| 68042      | 68730       | Blotzheim               | 5077                             | 14,60         | 348              | Saint-Louis Huningue                                                                    | Mulhouse                                                               | Saint-Louis Agglomération               |
| 68043      | 68540       | Bollwiller              | 4104                             | 8,63          | 476              | Wittenheim Soultz-Haut-Rhin                                                             | Mulhouse Guebwiller                                                    | Mulhouse Alsace Agglomération           |
| 68044      | 68650       | Le Bonhomme             | 753                              | 21,98         | 34               | Sainte-Marie-aux-Mines Lapoutroie                                                       | Colmar-Ribeauvillé Ribeauvillé                                         | Vallée de Kaysersberg                   |
| 68045      | 68290       | Bourbach-le-Bas         | 555                              | 6,04          | 92               | Cernay Thann                                                                            | Thann-Guebwiller Thann                                                 | Thann-Cernay                            |
| 68046      | 68290       | Bourbach-le-Haut        | 413                              | 6,86          | 60               | Cernay Masevaux                                                                         | Thann-Guebwiller Thann                                                 | Thann-Cernay                            |
| 68049      | 68480       | Bouxwiller              | 430                              | 6,47          | 66               | Altkirch Ferrette                                                                       | Altkirch                                                               | Sundgau                                 |
| 68050      | 68210       | Bréchaumont             | 406                              | 6,51          | 62               | Masevaux-Niederbruck Dannemarie                                                         | Altkirch                                                               | Sud Alsace Largue                       |
| 68051      | 68380       | Breitenbach-Haut-Rhin   | 811                              | 9,27          | 87               | Wintzenheim Munster                                                                     | Colmar-Ribeauvillé Colmar                                              | Vallée de Munster                       |
| 68052      | 68780       | Bretten                 | 185                              | 4,16          | 44               | Masevaux-Niederbruck Dannemarie                                                         | Altkirch                                                               | Sud Alsace Largue                       |
| 68054      | 68870       | Brinckheim              | 408                              | 3,41          | 120              | Brunstatt-Didenheim Sierentz                                                            | Mulhouse                                                               | Saint-Louis Agglomération               |
| 68055      | 68440       | Bruebach                | 1050                             | 7,01          | 150              | Brunstatt-Didenheim Mulhouse-Sud                                                        | Mulhouse                                                               | Mulhouse Alsace Agglomération           |
| 68056      | 68350       | Brunstatt-Didenheim     | 8176                             | 14,10         | 580              | Brunstatt-Didenheim                                                                     | Mulhouse                                                               | Mulhouse Alsace Agglomération           |
| 68057      | 68210       | Buethwiller             | 244                              | 3,84          | 64               | Masevaux-Niederbruck Dannemarie                                                         | Altkirch                                                               | Sud Alsace Largue                       |
| 68058      | 68530       | Buhl                    | 3122                             | 8,80          | 355              | Guebwiller                                                                              | Thann-Guebwiller Guebwiller                                            | Région de Guebwiller                    |
| 68059      | 68520       | Burnhaupt-le-Bas        | 1981                             | 11,77         | 168              | Masevaux-Niederbruck Cernay                                                             | Thann-Guebwiller Thann                                                 | Vallée de la Doller et du Soultzbach    |
| 68060      | 68520       | Burnhaupt-le-Haut       | 1753                             | 12,49         | 140              | Masevaux-Niederbruck Cernay                                                             | Thann-Guebwiller Thann                                                 | Vallée de la Doller et du Soultzbach    |
| 68061      | 68220       | Buschwiller             | 1053                             | 4,16          | 253              | Saint-Louis Huningue                                                                    | Mulhouse                                                               | Saint-Louis Agglomération               |
| 68062      | 68130       | Carspach                | 2085                             | 17,17         | 121              | Altkirch                                                                                | Altkirch                                                               | Sundgau                                 |
| 68063      | 68700       | Cernay                  | 11.737                           | 18,04         | 651              | Cernay                                                                                  | Thann-Guebwiller Thann                                                 | Thann-Cernay                            |
| 68064      | 68490       | Chalampé                | 996                              | 4,77          | 209              | Rixheim Illzach                                                                         | Mulhouse                                                               | Mulhouse Alsace Agglomération           |
| 68065      | 68210       | Chavannes-sur-l’Étang   | 655                              | 6,04          | 108              | Masevaux-Niederbruck Dannemarie                                                         | Altkirch                                                               | Sud Alsace Largue                       |
| 68066      | 68000       | Colmar                  | 67.360                           | 66,57         | 1012             | Colmar-1 Colmar-2 Colmar-Nord Colmar-Sud                                                | Colmar-Ribeauvillé Colmar                                              | Colmar Agglomération                    |
| 68067      | 68480       | Courtavon               | 341                              | 9,60          | 36               | Altkirch Ferrette                                                                       | Altkirch                                                               | Sundgau                                 |
| 68068      | 68210       | Dannemarie              | 2258                             | 4,35          | 519              | Masevaux-Niederbruck Dannemarie                                                         | Altkirch                                                               | Sud Alsace Largue                       |
| 68069      | 68600       | Dessenheim              | 1441                             | 19,16         | 75               | Ensisheim Neuf-Brisach                                                                  | Colmar-Ribeauvillé Colmar                                              | Alsace Rhin Brisach                     |
| 68071      | 68780       | Diefmatten              | 301                              | 3,17          | 95               | Masevaux-Niederbruck Dannemarie                                                         | Altkirch                                                               | Sud Alsace Largue                       |
| 68072      | 68440       | Dietwiller              | 1399                             | 11,06         | 126              | Brunstatt-Didenheim Sierentz                                                            | Mulhouse                                                               | Mulhouse Alsace Agglomération           |
| 68073      | 68290       | Dolleren                | 460                              | 8,37          | 55               | Masevaux-Niederbruck Masevaux                                                           | Thann-Guebwiller Thann                                                 | Vallée de la Doller et du Soultzbach    |
| 68074      | 68480       | Durlinsdorf             | 516                              | 7,78          | 66               | Altkirch Ferrette                                                                       | Altkirch                                                               | Sundgau                                 |
| 68075      | 68480       | Durmenach               | 831                              | 5,76          | 144              | Altkirch Ferrette                                                                       | Altkirch                                                               | Sundgau                                 |
| 68076      | 68320       | Durrenentzen            | 1059                             | 6,22          | 170              | Ensisheim Andolsheim                                                                    | Colmar-Ribeauvillé Colmar                                              | Alsace Rhin Brisach                     |
| 68077      | 68720       | Eglingen                | 365                              | 3,72          | 98               | Masevaux-Niederbruck Altkirch                                                           | Altkirch                                                               | Sud Alsace Largue                       |
| 68078      | 68420       | Eguisheim               | 1735                             | 14,13         | 123              | Wintzenheim                                                                             | Colmar-Ribeauvillé Colmar                                              | Pays de Rouffach, Vignobles et Châteaux |
| 68079      | 68210       | Elbach                  | 270                              | 3,18          | 85               | Masevaux-Niederbruck Dannemarie                                                         | Altkirch                                                               | Sud Alsace Largue                       |
| 68080      | 68130       | Emlingen                | 313                              | 2,42          | 129              | Altkirch                                                                                | Altkirch                                                               | Sundgau                                 |
| 68081      | 68720       | Saint-Bernard           | 597                              | 6,04          | 99               | Altkirch                                                                                | Altkirch                                                               | Sundgau                                 |
| 68082      | 68190       | Ensisheim               | 7362                             | 36,59         | 201              | Ensisheim                                                                               | Thann-Guebwiller Guebwiller                                            | Centre Haut-Rhin                        |
| 68083      | 68140       | Eschbach-au-Val         | 377                              | 4,84          | 78               | Wintzenheim Munster                                                                     | Colmar-Ribeauvillé Colmar                                              | Vallée de Munster                       |
| 68084      | 68440       | Eschentzwiller          | 1510                             | 3,19          | 473              | Brunstatt-Didenheim Habsheim                                                            | Mulhouse                                                               | Mulhouse Alsace Agglomération           |
| 68085      | 68210       | Eteimbes                | 397                              | 4,96          | 80               | Masevaux-Niederbruck Dannemarie                                                         | Altkirch                                                               | Sud Alsace Largue                       |
| 68086      | 68210       | Falkwiller              | 211                              | 3,55          | 59               | Masevaux-Niederbruck Dannemarie                                                         | Altkirch                                                               | Sud Alsace Largue                       |
| 68087      | 68640       | Feldbach                | 469                              | 5,02          | 93               | Altkirch Hirsingue                                                                      | Altkirch                                                               | Sundgau                                 |
| 68088      | 68540       | Feldkirch               | 1002                             | 4,21          | 238              | Wittenheim Soultz-Haut-Rhin                                                             | Mulhouse Guebwiller                                                    | Mulhouse Alsace Agglomération           |
| 68089      | 68470       | Fellering               | 1585                             | 21,29         | 74               | Cernay Saint-Amarin                                                                     | Thann-Guebwiller Thann                                                 | Vallée de Saint-Amarin                  |
| 68090      | 68480       | Ferrette                | 848                              | 1,94          | 437              | Altkirch Ferrette                                                                       | Altkirch                                                               | Sundgau                                 |
| 68091      | 68740       | Fessenheim              | 2335                             | 18,40         | 127              | Ensisheim                                                                               | Colmar-Ribeauvillé Thann-Guebwiller Guebwiller                         | Alsace Rhin Brisach                     |
| 68092      | 68480       | Fislis                  | 387                              | 7,53          | 51               | Altkirch Ferrette                                                                       | Altkirch                                                               | Sundgau                                 |
| 68093      | 68720       | Flaxlanden              | 1368                             | 4,33          | 316              | Brunstatt-Didenheim Mulhouse-Sud                                                        | Mulhouse                                                               | Mulhouse Alsace Agglomération           |
| 68094      | 68220       | Folgensbourg            | 902                              | 6,72          | 134              | Saint-Louis Huningue                                                                    | Mulhouse                                                               | Saint-Louis Agglomération               |
| 68095      | 68320       | Fortschwihr             | 1177                             | 4,78          | 246              | Colmar-2 Andolsheim                                                                     | Colmar-Ribeauvillé Colmar                                              | Colmar Agglomération                    |
| 68096      | 68130       | Franken                 | 365                              | 6,22          | 59               | Altkirch                                                                                | Altkirch                                                               | Sundgau                                 |
| 68097      | 68240       | Fréland                 | 1297                             | 19,74         | 66               | Sainte-Marie-aux-Mines Lapoutroie                                                       | Colmar-Ribeauvillé Ribeauvillé                                         | Vallée de Kaysersberg                   |
| 68098      | 68580       | Friesen                 | 667                              | 8,42          | 79               | Masevaux-Niederbruck Hirsingue                                                          | Altkirch                                                               | Sud Alsace Largue                       |
| 68099      | 68720       | Frœningen               | 865                              | 4,44          | 195              | Altkirch                                                                                | Altkirch                                                               | Sundgau                                 |
| 68100      | 68210       | Fulleren                | 337                              | 5,31          | 63               | Masevaux-Niederbruck Hirsingue                                                          | Altkirch                                                               | Sud Alsace Largue                       |
| 68101      | 68990       | Galfingue               | 806                              | 5,36          | 150              | Kingersheim Mulhouse-Sud                                                                | Mulhouse                                                               | Mulhouse Alsace Agglomération           |
| 68102      | 68690       | Geishouse               | 429                              | 7,28          | 59               | Cernay Saint-Amarin                                                                     | Thann-Guebwiller Thann                                                 | Vallée de Saint-Amarin                  |
| 68103      | 68510       | Geispitzen              | 512                              | 6,02          | 85               | Brunstatt-Didenheim Sierentz                                                            | Mulhouse                                                               | Saint-Louis Agglomération               |
| 68104      | 68600       | Geiswasser              | 329                              | 8,24          | 40               | Ensisheim Neuf-Brisach                                                                  | Colmar-Ribeauvillé Colmar                                              | Alsace Rhin Brisach                     |
| 68105      | 68210       | Gildwiller              | 259                              | 5,02          | 52               | Masevaux-Niederbruck Dannemarie                                                         | Altkirch                                                               | Sud Alsace Largue                       |
| 68106      | 68760       | Goldbach-Altenbach      | 268                              | 9,14          | 29               | Cernay Saint-Amarin                                                                     | Thann-Guebwiller Thann                                                 | Vallée de Saint-Amarin                  |
| 68107      | 68210       | Gommersdorf             | 394                              | 4,15          | 95               | Masevaux-Niederbruck Dannemarie                                                         | Altkirch                                                               | Sud Alsace Largue                       |
| 68109      | 68140       | Griesbach-au-Val        | 682                              | 4,73          | 144              | Wintzenheim Munster                                                                     | Colmar-Ribeauvillé Colmar                                              | Vallée de Munster                       |
| 68110      | 68320       | Grussenheim             | 795                              | 7,53          | 106              | Colmar-2 Andolsheim                                                                     | Colmar-Ribeauvillé Colmar                                              | Ried de Marckolsheim                    |
| 68111      | 68420       | Gueberschwihr           | 825                              | 8,91          | 93               | Wintzenheim Rouffach                                                                    | Thann-Guebwiller Guebwiller                                            | Pays de Rouffach, Vignobles et Châteaux |
| 68112      | 68500       | Guebwiller              | 11.090                           | 9,68          | 1146             | Guebwiller                                                                              | Thann-Guebwiller Guebwiller                                            | Région de Guebwiller                    |
| 68113      | 68970       | Guémar                  | 1464                             | 18,22         | 80               | Sainte-Marie-aux-Mines Ribeauvillé                                                      | Colmar-Ribeauvillé Ribeauvillé                                         | Pays de Ribeauvillé                     |
| 68114      | 68210       | Guevenatten             | 156                              | 2,15          | 73               | Masevaux-Niederbruck Dannemarie                                                         | Altkirch                                                               | Sud Alsace Largue                       |
| 68115      | 68116       | Guewenheim              | 1353                             | 8,55          | 158              | Masevaux-Niederbruck Thann                                                              | Thann-Guebwiller Thann                                                 | Vallée de la Doller et du Soultzbach    |
| 68116      | 68250       | Gundolsheim             | 728                              | 8,22          | 89               | Wintzenheim Rouffach                                                                    | Thann-Guebwiller Guebwiller                                            | Pays de Rouffach, Vignobles et Châteaux |
| 68117      | 68140       | Gunsbach                | 864                              | 6,18          | 140              | Wintzenheim Munster                                                                     | Colmar-Ribeauvillé Colmar                                              | Vallée de Munster                       |
| 68118      | 68440       | Habsheim                | 5061                             | 15,63         | 324              | Rixheim Habsheim                                                                        | Mulhouse                                                               | Mulhouse Alsace Agglomération           |
| 68119      | 68210       | Hagenbach               | 766                              | 4,81          | 159              | Masevaux-Niederbruck Dannemarie                                                         | Altkirch                                                               | Sud Alsace Largue                       |
| 68120      | 68220       | Hagenthal-le-Bas        | 1371                             | 6,20          | 221              | Saint-Louis Huningue                                                                    | Mulhouse                                                               | Saint-Louis Agglomération               |
| 68121      | 68220       | Hagenthal-le-Haut       | 745                              | 4,92          | 151              | Saint-Louis Huningue                                                                    | Mulhouse                                                               | Saint-Louis Agglomération               |
| 68122      | 68500       | Hartmannswiller         | 666                              | 4,78          | 139              | Guebwiller Soultz-Haut-Rhin                                                             | Thann-Guebwiller Guebwiller                                            | Région de Guebwiller                    |
| 68123      | 68420       | Hattstatt               | 859                              | 5,98          | 144              | Wintzenheim Rouffach                                                                    | Thann-Guebwiller Guebwiller                                            | Pays de Rouffach, Vignobles et Châteaux |
| 68124      | 68130       | Hausgauen               | 372                              | 5,79          | 64               | Altkirch                                                                                | Altkirch                                                               | Sundgau                                 |
| 68125      | 68210       | Hecken                  | 529                              | 2,45          | 216              | Masevaux-Niederbruck Dannemarie                                                         | Altkirch                                                               | Sud Alsace Largue                       |
| 68126      | 68220       | Hégenheim               | 3403                             | 6,70          | 508              | Saint-Louis Huningue                                                                    | Mulhouse                                                               | Saint-Louis Agglomération               |
| 68127      | 68720       | Heidwiller              | 656                              | 4,48          | 146              | Altkirch                                                                                | Altkirch                                                               | Sundgau                                 |
| 68128      | 68560       | Heimersdorf             | 651                              | 7,59          | 86               | Altkirch Hirsingue                                                                      | Altkirch                                                               | Sundgau                                 |
| 68129      | 68990       | Heimsbrunn              | 1325                             | 10,59         | 125              | Kingersheim Mulhouse-Sud                                                                | Mulhouse                                                               | Mulhouse Alsace Agglomération           |
| 68130      | 68600       | Heiteren                | 1068                             | 22,40         | 48               | Ensisheim Neuf-Brisach                                                                  | Colmar-Ribeauvillé Colmar                                              | Alsace Rhin Brisach                     |
| 68131      | 68130       | Heiwiller               | 180                              | 2,04          | 88               | Altkirch                                                                                | Altkirch                                                               | Sundgau                                 |
| 68132      | 68510       | Helfrantzkirch          | 733                              | 6,23          | 118              | Brunstatt-Didenheim Sierentz                                                            | Mulhouse                                                               | Saint-Louis Agglomération               |
| 68134      | 68420       | Herrlisheim-près-Colmar | 1903                             | 7,68          | 248              | Wintzenheim                                                                             | Colmar-Ribeauvillé Colmar                                              | Colmar Agglomération                    |
| 68135      | 68220       | Hésingue                | 2902                             | 9,14          | 318              | Saint-Louis Huningue                                                                    | Mulhouse                                                               | Saint-Louis Agglomération               |
| 68136      | 68600       | Hettenschlag            | 346                              | 7,71          | 45               | Ensisheim Neuf-Brisach                                                                  | Colmar-Ribeauvillé Colmar                                              | Alsace Rhin Brisach                     |
| 68137      | 68580       | Hindlingen              | 631                              | 8,00          | 79               | Masevaux-Niederbruck Hirsingue                                                          | Altkirch                                                               | Sud Alsace Largue                       |
| 68138      | 68560       | Hirsingue               | 2131                             | 12,88         | 165              | Altkirch Hirsingue                                                                      | Altkirch                                                               | Sundgau                                 |
| 68139      | 68118       | Hirtzbach               | 1438                             | 13,91         | 103              | Altkirch Hirsingue                                                                      | Altkirch                                                               | Sundgau                                 |
| 68140      | 68740       | Hirtzfelden             | 1288                             | 22,10         | 58               | Ensisheim                                                                               | Colmar-Ribeauvillé Thann-Guebwiller Guebwiller                         | Alsace Rhin Brisach                     |
| 68141      | 68720       | Hochstatt               | 2175                             | 8,55          | 254              | Altkirch                                                                                | Altkirch                                                               | Sundgau                                 |
| 68142      | 68140       | Hohrod                  | 358                              | 5,49          | 65               | Wintzenheim Munster                                                                     | Colmar-Ribeauvillé Colmar                                              | Vallée de Munster                       |
| 68143      | 68320       | Porte du Ried           | 1914                             | 9,49          | 202              | Colmar-2 Andolsheim                                                                     | Colmar-Ribeauvillé Colmar                                              | Colmar Agglomération                    |
| 68144      | 68490       | Hombourg                | 1364                             | 15,32         | 89               | Rixheim Illzach                                                                         | Mulhouse                                                               | Mulhouse Alsace Agglomération           |
| 68145      | 68180       | Horbourg-Wihr           | 6247                             | 9,42          | 663              | Colmar-2 Andolsheim                                                                     | Colmar-Ribeauvillé Colmar                                              | Colmar Agglomération                    |
| 68146      | 68125       | Houssen                 | 2358                             | 6,70          | 352              | Colmar-2 Andolsheim                                                                     | Colmar-Ribeauvillé Colmar                                              | Colmar Agglomération                    |
| 68147      | 68150       | Hunawihr                | 549                              | 4,81          | 114              | Sainte-Marie-aux-Mines Ribeauvillé                                                      | Colmar-Ribeauvillé Ribeauvillé                                         | Pays de Ribeauvillé                     |
| 68148      | 68130       | Hundsbach               | 357                              | 4,03          | 89               | Altkirch                                                                                | Altkirch                                                               | Sundgau                                 |
| 68149      | 68330       | Huningue                | 7410                             | 2,86          | 2591             | Saint-Louis Huningue                                                                    | Mulhouse                                                               | Saint-Louis Agglomération               |
| 68150      | 68420       | Husseren-les-Châteaux   | 497                              | 1,20          | 414              | Wintzenheim                                                                             | Colmar-Ribeauvillé Colmar                                              | Pays de Rouffach, Vignobles et Châteaux |
| 68151      | 68470       | Husseren-Wesserling     | 1032                             | 5,09          | 203              | Cernay Saint-Amarin                                                                     | Thann-Guebwiller Thann                                                 | Vallée de Saint-Amarin                  |
| 68152      | 68720       | Illfurth                | 2428                             | 9,16          | 265              | Altkirch                                                                                | Altkirch                                                               | Sundgau                                 |
| 68153      | 68970       | Illhaeusern             | 719                              | 10,46         | 69               | Sainte-Marie-aux-Mines Ribeauvillé                                                      | Colmar-Ribeauvillé Ribeauvillé                                         | Pays de Ribeauvillé                     |
| 68154      | 68110       | Illzach                 | 15.115                           | 7,50          | 2015             | Mulhouse-3 Illzach                                                                      | Mulhouse                                                               | Mulhouse Alsace Agglomération           |
| 68155      | 68040       | Ingersheim              | 4743                             | 7,44          | 638              | Colmar-1 Kaysersberg                                                                    | Colmar-Ribeauvillé Ribeauvillé                                         | Colmar Agglomération                    |
| 68156      | 68500       | Issenheim               | 3534                             | 8,18          | 432              | Guebwiller Soultz-Haut-Rhin                                                             | Thann-Guebwiller Guebwiller                                            | Région de Guebwiller                    |
| 68157      | 68320       | Jebsheim                | 1353                             | 14,85         | 91               | Colmar-2 Andolsheim                                                                     | Colmar-Ribeauvillé Colmar                                              | Colmar Agglomération                    |
| 68158      | 68130       | Jettingen               | 508                              | 6,30          | 81               | Altkirch                                                                                | Altkirch                                                               | Sundgau                                 |
| 68159      | 68500       | Jungholtz               | 900                              | 4,00          | 225              | Guebwiller Soultz-Haut-Rhin                                                             | Thann-Guebwiller Guebwiller                                            | Région de Guebwiller                    |
| 68160      | 68510       | Kappelen                | 571                              | 5,15          | 111              | Brunstatt-Didenheim Sierentz                                                            | Mulhouse                                                               | Saint-Louis Agglomération               |
| 68161      | 68230       | Katzenthal              | 517                              | 3,50          | 148              | Sainte-Marie-aux-Mines Kaysersberg                                                      | Colmar-Ribeauvillé Ribeauvillé                                         | Vallée de Kaysersberg                   |
| 68162      | 68240       | Kaysersberg Vignoble    | 4391                             | 35,45         | 124              | Sainte-Marie-aux-Mines Kaysersberg                                                      | Colmar-Ribeauvillé Ribeauvillé                                         | Vallée de Kaysersberg                   |
| 68163      | 68680       | Kembs                   | 5694                             | 16,45         | 346              | Brunstatt-Didenheim Sierentz                                                            | Mulhouse                                                               | Saint-Louis Agglomération               |
| 68165      | 68480       | Kiffis                  | 238                              | 6,55          | 36               | Altkirch Ferrette                                                                       | Altkirch                                                               | Sundgau                                 |
| 68166      | 68260       | Kingersheim             | 13.265                           | 6,69          | 1983             | Kingersheim Wittenheim                                                                  | Mulhouse                                                               | Mulhouse Alsace Agglomération           |
| 68167      | 68290       | Kirchberg               | 716                              | 6,74          | 106              | Masevaux-Niederbruck Masevaux                                                           | Thann-Guebwiller Thann                                                 | Vallée de la Doller et du Soultzbach    |
| 68168      | 68220       | Knœringue               | 376                              | 4,68          | 80               | Saint-Louis Huningue                                                                    | Mulhouse                                                               | Saint-Louis Agglomération               |
| 68169      | 68480       | Kœstlach                | 499                              | 8,23          | 61               | Altkirch Ferrette                                                                       | Altkirch                                                               | Sundgau                                 |
| 68170      | 68510       | Kœtzingue               | 583                              | 5,14          | 113              | Brunstatt-Didenheim Sierentz                                                            | Mulhouse                                                               | Saint-Louis Agglomération               |
| 68171      | 68820       | Kruth                   | 883                              | 22,06         | 40               | Cernay Saint-Amarin                                                                     | Thann-Guebwiller Thann                                                 | Vallée de Saint-Amarin                  |
| 68172      | 68320       | Kunheim                 | 1857                             | 11,75         | 158              | Ensisheim Andolsheim                                                                    | Colmar-Ribeauvillé Colmar                                              | Alsace Rhin Brisach                     |
| 68173      | 68910       | Labaroche               | 2174                             | 13,44         | 162              | Sainte-Marie-aux-Mines Lapoutroie                                                       | Colmar-Ribeauvillé Ribeauvillé                                         | Vallée de Kaysersberg                   |
| 68174      | 68440       | Landser                 | 1638                             | 3,04          | 539              | Brunstatt-Didenheim Sierentz                                                            | Mulhouse                                                               | Saint-Louis Agglomération               |
| 68175      | 68650       | Lapoutroie              | 1872                             | 21,12         | 89               | Sainte-Marie-aux-Mines Lapoutroie                                                       | Colmar-Ribeauvillé Ribeauvillé                                         | Vallée de Kaysersberg                   |
| 68176      | 68580       | Largitzen               | 333                              | 5,60          | 59               | Masevaux-Niederbruck Hirsingue                                                          | Altkirch                                                               | Sud Alsace Largue                       |
| 68177      | 68610       | Lautenbach              | 1510                             | 13,02         | 116              | Guebwiller                                                                              | Thann-Guebwiller Guebwiller                                            | Région de Guebwiller                    |
| 68178      | 68610       | Lautenbachzell          | 963                              | 23,14         | 42               | Guebwiller                                                                              | Thann-Guebwiller Guebwiller                                            | Région de Guebwiller                    |
| 68179      | 68290       | Lauw                    | 896                              | 4,61          | 194              | Masevaux-Niederbruck Masevaux                                                           | Thann-Guebwiller Thann                                                 | Vallée de la Doller et du Soultzbach    |
| 68180      | 68800       | Leimbach                | 928                              | 3,57          | 260              | Cernay Thann                                                                            | Thann-Guebwiller Thann                                                 | Thann-Cernay                            |
| 68181      | 68480       | Levoncourt              | 250                              | 5,28          | 47               | Altkirch Ferrette                                                                       | Altkirch                                                               | Sundgau                                 |
| 68182      | 68220       | Leymen                  | 1263                             | 11,64         | 109              | Saint-Louis Huningue                                                                    | Mulhouse                                                               | Saint-Louis Agglomération               |
| 68183      | 68220       | Liebenswiller           | 183                              | 3,87          | 47               | Saint-Louis Huningue                                                                    | Mulhouse                                                               | Saint-Louis Agglomération               |
| 68184      | 68480       | Liebsdorf               | 291                              | 4,22          | 69               | Altkirch Ferrette                                                                       | Altkirch                                                               | Sundgau                                 |
| 68185      | 68660       | Lièpvre                 | 1647                             | 12,55         | 131              | Sainte-Marie-aux-Mines                                                                  | Colmar-Ribeauvillé Ribeauvillé                                         | Val d’Argent                            |
| 68186      | 68480       | Ligsdorf                | 317                              | 10,03         | 32               | Altkirch Ferrette                                                                       | Altkirch                                                               | Sundgau                                 |
| 68187      | 68480       | Linsdorf                | 336                              | 3,36          | 100              | Altkirch Ferrette                                                                       | Altkirch                                                               | Sundgau                                 |
| 68188      | 68610       | Linthal                 | 588                              | 20,84         | 28               | Guebwiller                                                                              | Thann-Guebwiller Guebwiller                                            | Région de Guebwiller                    |
| 68189      | 68280       | Logelheim               | 950                              | 4,33          | 219              | Ensisheim Neuf-Brisach                                                                  | Colmar-Ribeauvillé Colmar                                              | Alsace Rhin Brisach                     |
| 68190      | 68480       | Lucelle                 | 31                               | 10,27         | 3                | Altkirch Ferrette                                                                       | Altkirch                                                               | Sundgau                                 |
| 68191      | 68720       | Luemschwiller           | 747                              | 7,27          | 103              | Altkirch                                                                                | Altkirch                                                               | Sundgau                                 |
| 68192      | 68210       | Valdieu-Lutran          | 423                              | 5,17          | 82               | Masevaux-Niederbruck Dannemarie                                                         | Altkirch                                                               | Sud Alsace Largue                       |
| 68193      | 68140       | Luttenbach-près-Munster | 774                              | 7,86          | 98               | Wintzenheim Munster                                                                     | Colmar-Ribeauvillé Colmar                                              | Vallée de Munster                       |
| 68194      | 68480       | Lutter                  | 295                              | 8,46          | 35               | Altkirch Ferrette                                                                       | Altkirch                                                               | Sundgau                                 |
| 68195      | 68460       | Lutterbach              | 6755                             | 8,56          | 789              | Kingersheim Wittenheim                                                                  | Mulhouse                                                               | Mulhouse Alsace Agglomération           |
| 68196      | 68210       | Magny                   | 286                              | 4,30          | 67               | Masevaux-Niederbruck Dannemarie                                                         | Altkirch                                                               | Sud Alsace Largue                       |
| 68197      | 68510       | Magstatt-le-Bas         | 516                              | 3,35          | 154              | Brunstatt-Didenheim Sierentz                                                            | Mulhouse                                                               | Saint-Louis Agglomération               |
| 68198      | 68510       | Magstatt-le-Haut        | 307                              | 3,91          | 79               | Brunstatt-Didenheim Sierentz                                                            | Mulhouse                                                               | Saint-Louis Agglomération               |
| 68199      | 68550       | Malmerspach             | 484                              | 2,66          | 182              | Cernay Saint-Amarin                                                                     | Thann-Guebwiller Thann                                                 | Vallée de Saint-Amarin                  |
| 68200      | 68210       | Manspach                | 533                              | 5,33          | 100              | Masevaux-Niederbruck Dannemarie                                                         | Altkirch                                                               | Sud Alsace Largue                       |
| 68201      | 68290       | Masevaux-Niederbruck    | 3615                             | 26,99         | 134              | Masevaux-Niederbruck                                                                    | Thann-Guebwiller                                                       | Vallée de la Doller et du Soultzbach    |
| 68202      | 68210       | Mertzen                 | 196                              | 2,01          | 98               | Masevaux-Niederbruck Hirsingue                                                          | Altkirch                                                               | Sud Alsace Largue                       |
| 68203      | 68500       | Merxheim                | 1341                             | 9,10          | 147              | Guebwiller Soultz-Haut-Rhin                                                             | Thann-Guebwiller Guebwiller                                            | Région de Guebwiller                    |
| 68204      | 68380       | Metzeral                | 1051                             | 30,43         | 35               | Wintzenheim Munster                                                                     | Colmar-Ribeauvillé Colmar                                              | Vallée de Munster                       |
| 68205      | 68890       | Meyenheim               | 2017                             | 12,78         | 158              | Ensisheim                                                                               | Thann-Guebwiller Guebwiller                                            | Centre Haut-Rhin                        |
| 68207      | 68730       | Michelbach-le-Bas       | 709                              | 4,94          | 144              | Saint-Louis Huningue                                                                    | Mulhouse                                                               | Saint-Louis Agglomération               |
| 68208      | 68220       | Michelbach-le-Haut      | 621                              | 7,38          | 84               | Saint-Louis Huningue                                                                    | Mulhouse                                                               | Saint-Louis Agglomération               |
| 68209      | 68630       | Mittelwihr              | 849                              | 2,42          | 351              | Sainte-Marie-aux-Mines Kaysersberg                                                      | Colmar-Ribeauvillé Ribeauvillé                                         | Pays de Ribeauvillé                     |
| 68210      | 68380       | Mittlach                | 340                              | 11,39         | 30               | Wintzenheim Munster                                                                     | Colmar-Ribeauvillé Colmar                                              | Vallée de Munster                       |
| 68211      | 68470       | Mitzach                 | 377                              | 6,41          | 59               | Cernay Saint-Amarin                                                                     | Thann-Guebwiller Thann                                                 | Vallée de Saint-Amarin                  |
| 68212      | 68480       | Mœrnach                 | 517                              | 6,79          | 76               | Altkirch Ferrette                                                                       | Altkirch                                                               | Sundgau                                 |
| 68213      | 68470       | Mollau                  | 334                              | 8,82          | 38               | Cernay Saint-Amarin                                                                     | Thann-Guebwiller Thann                                                 | Vallée de Saint-Amarin                  |
| 68214      | 68210       | Montreux-Jeune          | 368                              | 3,36          | 110              | Masevaux-Niederbruck Dannemarie                                                         | Altkirch                                                               | Sud Alsace Largue                       |
| 68215      | 68210       | Montreux-Vieux          | 924                              | 4,14          | 223              | Masevaux-Niederbruck Dannemarie                                                         | Altkirch                                                               | Sud Alsace Largue                       |
| 68216      | 68580       | Mooslargue              | 405                              | 5,63          | 72               | Masevaux-Niederbruck Ferrette                                                           | Altkirch                                                               | Sud Alsace Largue                       |
| 68217      | 68690       | Moosch                  | 1612                             | 15,25         | 106              | Cernay Saint-Amarin                                                                     | Thann-Guebwiller Thann                                                 | Vallée de Saint-Amarin                  |
| 68218      | 68790       | Morschwiller-le-Bas     | 3666                             | 7,55          | 486              | Kingersheim Mulhouse-Sud                                                                | Mulhouse                                                               | Mulhouse Alsace Agglomération           |
| 68219      | 68780       | Le Haut Soultzbach      | 867                              | 11,60         | 75               | Masevaux-Niederbruck Masevaux                                                           | Thann-Guebwiller Thann                                                 | Vallée de la Doller et du Soultzbach    |
| 68221      | 68640       | Muespach                | 934                              | 11,37         | 82               | Altkirch Ferrette                                                                       | Altkirch                                                               | Sundgau                                 |
| 68222      | 68640       | Muespach-le-Haut        | 1144                             | 6,91          | 166              | Altkirch Ferrette                                                                       | Altkirch                                                               | Sundgau                                 |
| 68223      | 68380       | Muhlbach-sur-Munster    | 817                              | 7,88          | 104              | Wintzenheim Munster                                                                     | Colmar-Ribeauvillé Colmar                                              | Vallée de Munster                       |
| 68224      | 68100 68200 | Mulhouse                | 104.924                          | 22,18         | 4731             | Mulhouse-1 Mulhouse-2 Mulhouse-3 Mulhouse-Est Mulhouse-Nord Mulhouse-Ouest Mulhouse-Sud | Mulhouse                                                               | Mulhouse Alsace Agglomération           |
| 68225      | 68740       | Munchhouse              | 1538                             | 24,05         | 64               | Ensisheim                                                                               | Colmar-Ribeauvillé Thann-Guebwiller Guebwiller                         | Alsace Rhin Brisach                     |
| 68226      | 68140       | Munster                 | 4709                             | 8,64          | 545              | Wintzenheim Munster                                                                     | Colmar-Ribeauvillé Colmar                                              | Vallée de Munster                       |
| 68227      | 68320       | Muntzenheim             | 1281                             | 6,48          | 198              | Colmar-2 Andolsheim                                                                     | Colmar-Ribeauvillé Colmar                                              | Colmar Agglomération                    |
| 68228      | 68250       | Munwiller               | 456                              | 6,74          | 68               | Ensisheim                                                                               | Thann-Guebwiller Guebwiller                                            | Centre Haut-Rhin                        |
| 68229      | 68530       | Murbach                 | 165                              | 6,66          | 25               | Guebwiller                                                                              | Thann-Guebwiller Guebwiller                                            | Région de Guebwiller                    |
| 68230      | 68740       | Nambsheim               | 578                              | 10,03         | 58               | Ensisheim Neuf-Brisach                                                                  | Colmar-Ribeauvillé Colmar                                              | Alsace Rhin Brisach                     |
| 68231      | 68600       | Neuf-Brisach            | 1944                             | 1,33          | 1462             | Ensisheim Neuf-Brisach                                                                  | Colmar-Ribeauvillé Colmar                                              | Alsace Rhin Brisach                     |
| 68232      | 68220       | Neuwiller               | 520                              | 3,72          | 140              | Saint-Louis Huningue                                                                    | Mulhouse                                                               | Saint-Louis Agglomération               |
| 68234      | 68127       | Niederentzen            | 807                              | 8,81          | 92               | Ensisheim                                                                               | Thann-Guebwiller Guebwiller                                            | Centre Haut-Rhin                        |
| 68235      | 68127       | Niederhergheim          | 1169                             | 12,51         | 93               | Ensisheim                                                                               | Thann-Guebwiller Guebwiller                                            | Centre Haut-Rhin                        |
| 68237      | 68230       | Niedermorschwihr        | 561                              | 3,35          | 167              | Wintzenheim Kaysersberg                                                                 | Colmar-Ribeauvillé Ribeauvillé                                         | Colmar Agglomération                    |
| 68238      | 68680       | Niffer                  | 977                              | 8,72          | 112              | Rixheim Illzach                                                                         | Mulhouse                                                               | Mulhouse Alsace Agglomération           |
| 68239      | 68290       | Oberbruck               | 390                              | 4,30          | 91               | Masevaux-Niederbruck Masevaux                                                           | Thann-Guebwiller Thann                                                 | Vallée de la Doller et du Soultzbach    |
| 68240      | 68960       | Illtal                  | 1223                             | 11,96         | 102              | Altkirch Hirsingue                                                                      | Altkirch                                                               | Sundgau                                 |
| 68241      | 68127       | Oberentzen              | 711                              | 8,81          | 81               | Ensisheim                                                                               | Thann-Guebwiller Guebwiller                                            | Centre Haut-Rhin                        |
| 68242      | 68127       | Oberhergheim            | 1307                             | 19,86         | 66               | Ensisheim                                                                               | Thann-Guebwiller Guebwiller                                            | Centre Haut-Rhin                        |
| 68243      | 68480       | Oberlarg                | 136                              | 8,21          | 17               | Altkirch Ferrette                                                                       | Altkirch                                                               | Sundgau                                 |
| 68244      | 68420       | Obermorschwihr          | 406                              | 1,59          | 255              | Wintzenheim                                                                             | Colmar-Ribeauvillé Colmar                                              | Pays de Rouffach, Vignobles et Châteaux |
| 68245      | 68130       | Obermorschwiller        | 408                              | 6,05          | 67               | Altkirch                                                                                | Altkirch                                                               | Sundgau                                 |
| 68246      | 68600       | Obersaasheim            | 1039                             | 12,88         | 81               | Ensisheim Neuf-Brisach                                                                  | Colmar-Ribeauvillé Colmar                                              | Alsace Rhin Brisach                     |
| 68247      | 68830       | Oderen                  | 1229                             | 19,12         | 64               | Cernay Saint-Amarin                                                                     | Thann-Guebwiller Thann                                                 | Vallée de Saint-Amarin                  |
| 68248      | 68480       | Oltingue                | 684                              | 13,42         | 51               | Altkirch Ferrette                                                                       | Altkirch                                                               | Sundgau                                 |
| 68249      | 68370       | Orbey                   | 3445                             | 46,02         | 75               | Sainte-Marie-aux-Mines Lapoutroie                                                       | Colmar-Ribeauvillé Ribeauvillé                                         | Vallée de Kaysersberg                   |
| 68250      | 68500       | Orschwihr               | 1021                             | 7,09          | 144              | Guebwiller                                                                              | Thann-Guebwiller Guebwiller                                            | Région de Guebwiller                    |
| 68251      | 68570       | Osenbach                | 819                              | 5,60          | 146              | Wintzenheim Rouffach                                                                    | Thann-Guebwiller Guebwiller                                            | Pays de Rouffach, Vignobles et Châteaux |
| 68252      | 68150       | Ostheim                 | 1654                             | 8,16          | 203              | Sainte-Marie-aux-Mines Ribeauvillé                                                      | Colmar-Ribeauvillé Ribeauvillé                                         | Pays de Ribeauvillé                     |
| 68253      | 68490       | Ottmarsheim             | 2025                             | 25,67         | 79               | Rixheim Illzach                                                                         | Mulhouse                                                               | Mulhouse Alsace Agglomération           |
| 68254      | 68490       | Petit-Landau            | 820                              | 17,51         | 47               | Rixheim Illzach                                                                         | Mulhouse                                                               | Mulhouse Alsace Agglomération           |
| 68255      | 68250       | Pfaffenheim             | 1349                             | 14,57         | 93               | Wintzenheim Rouffach                                                                    | Thann-Guebwiller Guebwiller                                            | Pays de Rouffach, Vignobles et Châteaux |
| 68256      | 68120       | Pfastatt                | 10.275                           | 5,24          | 1961             | Kingersheim Wittenheim                                                                  | Mulhouse                                                               | Mulhouse Alsace Agglomération           |
| 68257      | 68480       | Pfetterhouse            | 967                              | 14,28         | 68               | Masevaux-Niederbruck Hirsingue                                                          | Altkirch                                                               | Sud Alsace Largue                       |
| 68258      | 68840       | Pulversheim             | 3075                             | 8,54          | 360              | Wittenheim Ensisheim                                                                    | Mulhouse Guebwiller                                                    | Mulhouse Alsace Agglomération           |
| 68259      | 68480       | Raedersdorf             | 481                              | 7,39          | 65               | Altkirch Ferrette                                                                       | Altkirch                                                               | Sundgau                                 |
| 68260      | 68190       | Raedersheim             | 1154                             | 5,69          | 203              | Guebwiller Soultz-Haut-Rhin                                                             | Thann-Guebwiller Guebwiller                                            | Région de Guebwiller                    |
| 68261      | 68800       | Rammersmatt             | 224                              | 5,47          | 41               | Cernay Thann                                                                            | Thann-Guebwiller Thann                                                 | Thann-Cernay                            |
| 68262      | 68470       | Ranspach                | 778                              | 11,40         | 68               | Cernay Saint-Amarin                                                                     | Thann-Guebwiller Thann                                                 | Vallée de Saint-Amarin                  |
| 68263      | 68730       | Ranspach-le-Bas         | 632                              | 4,43          | 143              | Saint-Louis Huningue                                                                    | Mulhouse                                                               | Saint-Louis Agglomération               |
| 68264      | 68220       | Ranspach-le-Haut        | 626                              | 4,39          | 143              | Saint-Louis Huningue                                                                    | Mulhouse                                                               | Saint-Louis Agglomération               |
| 68265      | 68510       | Rantzwiller             | 801                              | 5,47          | 146              | Brunstatt-Didenheim Sierentz                                                            | Mulhouse                                                               | Saint-Louis Agglomération               |
| 68266      | 68890       | Réguisheim              | 2036                             | 23,87         | 85               | Ensisheim                                                                               | Thann-Guebwiller Guebwiller                                            | Centre Haut-Rhin                        |
| 68267      | 68950       | Reiningue               | 1923                             | 18,54         | 104              | Kingersheim Wittenheim                                                                  | Mulhouse                                                               | Mulhouse Alsace Agglomération           |
| 68268      | 68210       | Retzwiller              | 694                              | 4,10          | 169              | Masevaux-Niederbruck Dannemarie                                                         | Altkirch                                                               | Sud Alsace Largue                       |
| 68269      | 68150       | Ribeauvillé             | 4723                             | 32,21         | 147              | Sainte-Marie-aux-Mines Ribeauvillé                                                      | Colmar-Ribeauvillé Ribeauvillé                                         | Pays de Ribeauvillé                     |
| 68270      | 68120       | Richwiller              | 3786                             | 5,55          | 682              | Kingersheim Wittenheim                                                                  | Mulhouse                                                               | Mulhouse Alsace Agglomération           |
| 68271      | 68400       | Riedisheim              | 12.154                           | 6,96          | 1746             | Rixheim Habsheim                                                                        | Mulhouse                                                               | Mulhouse Alsace Agglomération           |
| 68273      | 68640       | Riespach                | 646                              | 7,57          | 85               | Altkirch Hirsingue                                                                      | Altkirch                                                               | Sundgau                                 |
| 68274      | 68500       | Rimbach-près-Guebwiller | 211                              | 4,84          | 44               | Guebwiller                                                                              | Thann-Guebwiller Guebwiller                                            | Région de Guebwiller                    |
| 68275      | 68290       | Rimbach-près-Masevaux   | 433                              | 16,66         | 26               | Masevaux-Niederbruck Masevaux                                                           | Thann-Guebwiller Thann                                                 | Vallée de la Doller et du Soultzbach    |
| 68276      | 68500       | Rimbachzell             | 190                              | 1,79          | 106              | Guebwiller                                                                              | Thann-Guebwiller Guebwiller                                            | Région de Guebwiller                    |
| 68277      | 68340       | Riquewihr               | 1004                             | 17,04         | 59               | Sainte-Marie-aux-Mines Kaysersberg                                                      | Colmar-Ribeauvillé Ribeauvillé                                         | Pays de Ribeauvillé                     |
| 68278      | 68170       | Rixheim                 | 14.125                           | 19,53         | 723              | Rixheim Habsheim                                                                        | Mulhouse                                                               | Mulhouse Alsace Agglomération           |
| 68279      | 68800       | Roderen                 | 906                              | 7,16          | 127              | Cernay Thann                                                                            | Thann-Guebwiller Thann                                                 | Thann-Cernay                            |
| 68280      | 68590       | Rodern                  | 396                              | 7,05          | 56               | Sainte-Marie-aux-Mines Ribeauvillé                                                      | Colmar-Ribeauvillé Ribeauvillé                                         | Pays de Ribeauvillé                     |
| 68281      | 68740       | Roggenhouse             | 463                              | 6,45          | 72               | Ensisheim                                                                               | Colmar-Ribeauvillé Thann-Guebwiller Guebwiller                         | Alsace Rhin Brisach                     |
| 68282      | 68210       | Romagny                 | 275                              | 2,89          | 95               | Masevaux-Niederbruck Dannemarie                                                         | Altkirch                                                               | Sud Alsace Largue                       |
| 68283      | 68660       | Rombach-le-Franc        | 785                              | 17,87         | 44               | Sainte-Marie-aux-Mines                                                                  | Colmar-Ribeauvillé Ribeauvillé                                         | Val d’Argent                            |
| 68284      | 68480       | Roppentzwiller          | 665                              | 4,15          | 160              | Altkirch Ferrette                                                                       | Altkirch                                                               | Sundgau                                 |
| 68285      | 68590       | Rorschwihr              | 366                              | 2,47          | 148              | Sainte-Marie-aux-Mines Ribeauvillé                                                      | Colmar-Ribeauvillé Ribeauvillé                                         | Pays de Ribeauvillé                     |
| 68286      | 68128       | Rosenau                 | 2388                             | 6,47          | 369              | Saint-Louis Huningue                                                                    | Mulhouse                                                               | Saint-Louis Agglomération               |
| 68287      | 68250       | Rouffach                | 4186                             | 40,05         | 105              | Wintzenheim Rouffach                                                                    | Thann-Guebwiller Guebwiller                                            | Pays de Rouffach, Vignobles et Châteaux |
| 68288      | 68560       | Ruederbach              | 392                              | 4,46          | 88               | Altkirch Hirsingue                                                                      | Altkirch                                                               | Sundgau                                 |
| 68289      | 68270       | Ruelisheim              | 2486                             | 7,27          | 342              | Wittenheim Illzach                                                                      | Mulhouse                                                               | Mulhouse Alsace Agglomération           |
| 68290      | 68740       | Rustenhart              | 964                              | 12,22         | 79               | Ensisheim                                                                               | Colmar-Ribeauvillé Thann-Guebwiller Guebwiller                         | Alsace Rhin Brisach                     |
| 68291      | 68740       | Rumersheim-le-Haut      | 1052                             | 16,67         | 63               | Ensisheim                                                                               | Colmar-Ribeauvillé Thann-Guebwiller Guebwiller                         | Alsace Rhin Brisach                     |
| 68292      | 68550       | Saint-Amarin            | 2184                             | 11,61         | 188              | Cernay Saint-Amarin                                                                     | Thann-Guebwiller Thann                                                 | Vallée de Saint-Amarin                  |
| 68293      | 68210       | Saint-Cosme             | 77                               | 2,71          | 28               | Masevaux-Niederbruck Dannemarie                                                         | Altkirch                                                               | Sud Alsace Largue                       |
| 68294      | 68160       | Sainte-Croix-aux-Mines  | 1756                             | 27,85         | 63               | Sainte-Marie-aux-Mines                                                                  | Colmar-Ribeauvillé Ribeauvillé                                         | Val d’Argent                            |
| 68295      | 68127       | Sainte-Croix-en-Plaine  | 3026                             | 25,77         | 117              | Colmar-2 Colmar-Sud                                                                     | Colmar-Ribeauvillé Colmar                                              | Colmar Agglomération                    |
| 68296      | 68590       | Saint-Hippolyte         | 945                              | 17,86         | 53               | Sainte-Marie-aux-Mines Ribeauvillé                                                      | Colmar-Ribeauvillé Ribeauvillé                                         | Pays de Ribeauvillé                     |
| 68297      | 68300       | Saint-Louis             | 22.530                           | 16,85         | 1337             | Saint-Louis Huningue                                                                    | Mulhouse                                                               | Saint-Louis Agglomération               |
| 68298      | 68160       | Sainte-Marie-aux-Mines  | 4945                             | 45,23         | 109              | Sainte-Marie-aux-Mines                                                                  | Colmar-Ribeauvillé Ribeauvillé                                         | Val d’Argent                            |
| 68299      | 68210       | Saint-Ulrich            | 303                              | 3,85          | 79               | Masevaux-Niederbruck Hirsingue                                                          | Altkirch                                                               | Sud Alsace Largue                       |
| 68300      | 68390       | Sausheim                | 5597                             | 16,91         | 331              | Rixheim Illzach                                                                         | Mulhouse                                                               | Mulhouse Alsace Agglomération           |
| 68301      | 68440       | Schlierbach             | 1290                             | 11,80         | 109              | Brunstatt-Didenheim Sierentz                                                            | Mulhouse                                                               | Saint-Louis Agglomération               |
| 68302      | 68520       | Schweighouse-Thann      | 745                              | 10,78         | 69               | Cernay                                                                                  | Thann-Guebwiller Thann                                                 | Thann-Cernay                            |
| 68303      | 68130       | Schwoben                | 228                              | 2,38          | 96               | Altkirch                                                                                | Altkirch                                                               | Sundgau                                 |
| 68304      | 68780       | Sentheim                | 1534                             | 6,18          | 248              | Masevaux-Niederbruck Masevaux                                                           | Thann-Guebwiller Thann                                                 | Vallée de la Doller et du Soultzbach    |
| 68305      | 68580       | Seppois-le-Bas          | 1426                             | 6,73          | 212              | Masevaux-Niederbruck Hirsingue                                                          | Altkirch                                                               | Sud Alsace Largue                       |
| 68306      | 68580       | Seppois-le-Haut         | 504                              | 6,27          | 80               | Masevaux-Niederbruck Hirsingue                                                          | Altkirch                                                               | Sud Alsace Largue                       |
| 68307      | 68290       | Sewen                   | 488                              | 21,50         | 23               | Masevaux-Niederbruck Masevaux                                                           | Thann-Guebwiller Thann                                                 | Vallée de la Doller et du Soultzbach    |
| 68308      | 68290       | Sickert                 | 331                              | 5,12          | 65               | Masevaux-Niederbruck Masevaux                                                           | Thann-Guebwiller Thann                                                 | Vallée de la Doller et du Soultzbach    |
| 68309      | 68510       | Sierentz                | 4296                             | 13,22         | 325              | Brunstatt-Didenheim Sierentz                                                            | Mulhouse                                                               | Saint-Louis Agglomération               |
| 68311      | 68380       | Sondernach              | 593                              | 24,72         | 24               | Wintzenheim Munster                                                                     | Colmar-Ribeauvillé Colmar                                              | Vallée de Munster                       |
| 68312      | 68480       | Sondersdorf             | 316                              | 8,44          | 37               | Altkirch Ferrette                                                                       | Altkirch                                                               | Sundgau                                 |
| 68313      | 68780       | Soppe-le-Bas            | 780                              | 5,68          | 137              | Masevaux-Niederbruck Masevaux                                                           | Thann-Guebwiller Thann                                                 | Vallée de la Doller et du Soultzbach    |
| 68315      | 68360       | Soultz-Haut-Rhin        | 7019                             | 29,56         | 237              | Guebwiller Soultz-Haut-Rhin                                                             | Thann-Guebwiller Guebwiller                                            | Région de Guebwiller                    |
| 68316      | 68230       | Soultzbach-les-Bains    | 727                              | 7,06          | 103              | Wintzenheim Munster                                                                     | Colmar-Ribeauvillé Colmar                                              | Vallée de Munster                       |
| 68317      | 68140       | Soultzeren              | 1152                             | 18,37         | 63               | Wintzenheim Munster                                                                     | Colmar-Ribeauvillé Colmar                                              | Vallée de Munster                       |
| 68318      | 68570       | Soultzmatt              | 2466                             | 19,57         | 126              | Wintzenheim Rouffach                                                                    | Thann-Guebwiller Guebwiller                                            | Région de Guebwiller                    |
| 68320      | 68720       | Spechbach               | 1380                             | 8,06          | 171              | Altkirch                                                                                | Altkirch                                                               | Sundgau                                 |
| 68321      | 68850       | Staffelfelden           | 4070                             | 7,42          | 549              | Wittenheim Cernay                                                                       | Mulhouse Thann                                                         | Mulhouse Alsace Agglomération           |
| 68322      | 68700       | Steinbach               | 1357                             | 6,09          | 223              | Cernay                                                                                  | Thann-Guebwiller Thann                                                 | Thann-Cernay                            |
| 68323      | 68440       | Steinbrunn-le-Bas       | 850                              | 8,58          | 99               | Brunstatt-Didenheim Sierentz                                                            | Mulhouse                                                               | Mulhouse Alsace Agglomération           |
| 68324      | 68440       | Steinbrunn-le-Haut      | 670                              | 9,21          | 73               | Brunstatt-Didenheim Sierentz                                                            | Mulhouse                                                               | Saint-Louis Agglomération               |
| 68325      | 68640       | Steinsoultz             | 749                              | 4,06          | 184              | Altkirch Hirsingue                                                                      | Altkirch                                                               | Sundgau                                 |
| 68326      | 68780       | Sternenberg             | 145                              | 3,44          | 42               | Masevaux-Niederbruck Dannemarie                                                         | Altkirch                                                               | Sud Alsace Largue                       |
| 68327      | 68510       | Stetten                 | 336                              | 4,32          | 78               | Brunstatt-Didenheim Sierentz                                                            | Mulhouse                                                               | Saint-Louis Agglomération               |
| 68328      | 68470       | Storckensohn            | 187                              | 5,10          | 37               | Cernay Saint-Amarin                                                                     | Thann-Guebwiller Thann                                                 | Vallée de Saint-Amarin                  |
| 68329      | 68140       | Stosswihr               | 1328                             | 26,40         | 50               | Wintzenheim Munster                                                                     | Colmar-Ribeauvillé Colmar                                              | Vallée de Munster                       |
| 68330      | 68580       | Strueth                 | 354                              | 4,31          | 82               | Masevaux-Niederbruck Hirsingue                                                          | Altkirch                                                               | Sud Alsace Largue                       |
| 68331      | 68280       | Sundhoffen              | 1971                             | 12,75         | 155              | Colmar-2 Andolsheim                                                                     | Colmar-Ribeauvillé Colmar                                              | Colmar Agglomération                    |
| 68332      | 68720       | Tagolsheim              | 982                              | 3,19          | 308              | Altkirch                                                                                | Altkirch                                                               | Sundgau                                 |
| 68333      | 68130       | Tagsdorf                | 314                              | 2,50          | 126              | Altkirch                                                                                | Altkirch                                                               | Sundgau                                 |
| 68334      | 68800       | Thann                   | 7769                             | 12,51         | 621              | Cernay Thann                                                                            | Thann-Guebwiller Thann                                                 | Thann-Cernay                            |
| 68335      | 68590       | Thannenkirch            | 457                              | 4,60          | 99               | Sainte-Marie-aux-Mines Ribeauvillé                                                      | Colmar-Ribeauvillé Ribeauvillé                                         | Pays de Ribeauvillé                     |
| 68336      | 68210       | Traubach-le-Bas         | 464                              | 6,78          | 68               | Masevaux-Niederbruck Dannemarie                                                         | Altkirch                                                               | Sud Alsace Largue                       |
| 68337      | 68210       | Traubach-le-Haut        | 636                              | 6,91          | 92               | Masevaux-Niederbruck Dannemarie                                                         | Altkirch                                                               | Sud Alsace Largue                       |
| 68338      | 68230       | Turckheim               | 4033                             | 16,46         | 245              | Wintzenheim                                                                             | Colmar-Ribeauvillé Colmar                                              | Colmar Agglomération                    |
| 68340      | 68580       | Ueberstrass             | 345                              | 5,12          | 67               | Masevaux-Niederbruck Hirsingue                                                          | Altkirch                                                               | Sud Alsace Largue                       |
| 68341      | 68510       | Uffheim                 | 1091                             | 4,36          | 250              | Brunstatt-Didenheim Sierentz                                                            | Mulhouse                                                               | Saint-Louis Agglomération               |
| 68342      | 68700       | Uffholtz                | 1631                             | 11,91         | 137              | Cernay                                                                                  | Thann-Guebwiller Thann                                                 | Thann-Cernay                            |
| 68343      | 68190       | Ungersheim              | 2440                             | 13,51         | 181              | Wittenheim Soultz-Haut-Rhin                                                             | Mulhouse Guebwiller                                                    | Mulhouse Alsace Agglomération           |
| 68344      | 68121       | Urbès                   | 437                              | 12,68         | 34               | Cernay Saint-Amarin                                                                     | Thann-Guebwiller Thann                                                 | Vallée de Saint-Amarin                  |
| 68345      | 68320       | Urschenheim             | 796                              | 6,42          | 124              | Ensisheim Andolsheim                                                                    | Colmar-Ribeauvillé Colmar                                              | Alsace Rhin Brisach                     |
| 68347      | 68480       | Vieux-Ferrette          | 643                              | 6,63          | 97               | Altkirch Ferrette                                                                       | Altkirch                                                               | Sundgau                                 |
| 68348      | 68800       | Vieux-Thann             | 2874                             | 5,11          | 562              | Cernay Thann                                                                            | Thann-Guebwiller Thann                                                 | Thann-Cernay                            |
| 68349      | 68128       | Village-Neuf            | 4617                             | 6,83          | 676              | Saint-Louis Huningue                                                                    | Mulhouse                                                               | Saint-Louis Agglomération               |
| 68350      | 68420       | Vœgtlinshoffen          | 477                              | 3,99          | 120              | Wintzenheim                                                                             | Colmar-Ribeauvillé Colmar                                              | Pays de Rouffach, Vignobles et Châteaux |
| 68351      | 68600       | Vogelgrun               | 630                              | 5,03          | 125              | Ensisheim Neuf-Brisach                                                                  | Colmar-Ribeauvillé Colmar                                              | Alsace Rhin Brisach                     |
| 68352      | 68600       | Volgelsheim             | 2714                             | 8,64          | 314              | Ensisheim Neuf-Brisach                                                                  | Colmar-Ribeauvillé Colmar                                              | Alsace Rhin Brisach                     |
| 68353      | 68130       | Wahlbach                | 495                              | 6,41          | 77               | Brunstatt-Didenheim Sierentz                                                            | Mulhouse                                                               | Saint-Louis Agglomération               |
| 68354      | 68230       | Walbach                 | 926                              | 5,45          | 170              | Wintzenheim                                                                             | Colmar-Ribeauvillé Colmar                                              | Colmar Agglomération                    |
| 68355      | 68640       | Waldighofen             | 1555                             | 4,14          | 376              | Altkirch Hirsingue                                                                      | Altkirch                                                               | Sundgau                                 |
| 68356      | 68130       | Walheim                 | 888                              | 4,83          | 184              | Altkirch                                                                                | Altkirch                                                               | Sundgau                                 |
| 68357      | 68510       | Waltenheim              | 512                              | 2,32          | 221              | Brunstatt-Didenheim Sierentz                                                            | Mulhouse                                                               | Saint-Louis Agglomération               |
| 68358      | 68230       | Wasserbourg             | 467                              | 9,47          | 49               | Wintzenheim Munster                                                                     | Colmar-Ribeauvillé Colmar                                              | Vallée de Munster                       |
| 68359      | 68700       | Wattwiller              | 1648                             | 13,61         | 121              | Cernay                                                                                  | Thann-Guebwiller Thann                                                 | Thann-Cernay                            |
| 68360      | 68600       | Weckolsheim             | 719                              | 6,93          | 104              | Ensisheim Neuf-Brisach                                                                  | Colmar-Ribeauvillé Colmar                                              | Alsace Rhin Brisach                     |
| 68361      | 68290       | Wegscheid               | 317                              | 10,06         | 32               | Masevaux-Niederbruck Masevaux                                                           | Thann-Guebwiller Thann                                                 | Vallée de la Doller et du Soultzbach    |
| 68362      | 68220       | Wentzwiller             | 781                              | 4,71          | 166              | Saint-Louis Huningue                                                                    | Mulhouse                                                               | Saint-Louis Agglomération               |
| 68363      | 68480       | Werentzhouse            | 629                              | 4,50          | 140              | Altkirch Ferrette                                                                       | Altkirch                                                               | Sundgau                                 |
| 68364      | 68250       | Westhalten              | 1010                             | 10,98         | 92               | Wintzenheim Rouffach                                                                    | Thann-Guebwiller Guebwiller                                            | Pays de Rouffach, Vignobles et Châteaux |
| 68365      | 68920       | Wettolsheim             | 1771                             | 8,86          | 200              | Wintzenheim                                                                             | Colmar-Ribeauvillé Colmar                                              | Colmar Agglomération                    |
| 68366      | 68320       | Wickerschwihr           | 720                              | 2,25          | 320              | Colmar-2 Andolsheim                                                                     | Colmar-Ribeauvillé Colmar                                              | Colmar Agglomération                    |
| 68367      | 68320       | Widensolen              | 1208                             | 10,67         | 113              | Ensisheim Andolsheim                                                                    | Colmar-Ribeauvillé Colmar                                              | Alsace Rhin Brisach                     |
| 68368      | 68230       | Wihr-au-Val             | 1208                             | 12,54         | 96               | Wintzenheim Munster                                                                     | Colmar-Ribeauvillé Colmar                                              | Vallée de Munster                       |
| 68370      | 68820       | Wildenstein             | 157                              | 9,86          | 16               | Cernay Saint-Amarin                                                                     | Thann-Guebwiller Thann                                                 | Vallée de Saint-Amarin                  |
| 68371      | 68960       | Willer                  | 299                              | 6,21          | 48               | Altkirch                                                                                | Altkirch                                                               | Sundgau                                 |
| 68372      | 68760       | Willer-sur-Thur         | 1758                             | 18,00         | 98               | Cernay Thann                                                                            | Thann-Guebwiller Thann                                                 | Thann-Cernay                            |
| 68373      | 68480       | Winkel                  | 291                              | 7,87          | 37               | Altkirch Ferrette                                                                       | Altkirch                                                               | Sundgau                                 |
| 68374      | 68920       | Wintzenheim             | 8045                             | 18,97         | 424              | Wintzenheim                                                                             | Colmar-Ribeauvillé Colmar                                              | Colmar Agglomération                    |
| 68375      | 68310       | Wittelsheim             | 10.364                           | 23,63         | 439              | Wittenheim Cernay                                                                       | Mulhouse Thann                                                         | Mulhouse Alsace Agglomération           |
| 68376      | 68270       | Wittenheim              | 15.491                           | 19,01         | 815              | Wittenheim                                                                              | Mulhouse                                                               | Mulhouse Alsace Agglomération           |
| 68377      | 68130       | Wittersdorf             | 778                              | 4,76          | 163              | Altkirch                                                                                | Altkirch                                                               | Sundgau                                 |
| 68378      | 68210       | Wolfersdorf             | 356                              | 3,66          | 97               | Masevaux-Niederbruck Dannemarie                                                         | Altkirch                                                               | Sud Alsace Largue                       |
| 68379      | 68600       | Wolfgantzen             | 1156                             | 9,38          | 123              | Ensisheim Neuf-Brisach                                                                  | Colmar-Ribeauvillé Colmar                                              | Alsace Rhin Brisach                     |
| 68380      | 68480       | Wolschwiller            | 433                              | 10,14         | 43               | Altkirch Ferrette                                                                       | Altkirch                                                               | Sundgau                                 |
| 68381      | 68500       | Wuenheim                | 769                              | 6,17          | 125              | Guebwiller Soultz-Haut-Rhin                                                             | Thann-Guebwiller Guebwiller                                            | Région de Guebwiller                    |
| 68382      | 68130       | Zaessingue              | 380                              | 4,99          | 76               | Brunstatt-Didenheim Sierentz                                                            | Mulhouse                                                               | Saint-Louis Agglomération               |
| 68383      | 68340       | Zellenberg              | 323                              | 4,96          | 65               | Sainte-Marie-aux-Mines Kaysersberg                                                      | Colmar-Ribeauvillé Ribeauvillé                                         | Pays de Ribeauvillé                     |
| 68384      | 68720       | Zillisheim              | 2509                             | 8,22          | 305              | Brunstatt-Didenheim Mulhouse-Sud                                                        | Mulhouse                                                               | Mulhouse Alsace Agglomération           |
| 68385      | 68230       | Zimmerbach              | 823                              | 2,26          | 364              | Wintzenheim                                                                             | Colmar-Ribeauvillé Colmar                                              | Colmar Agglomération                    |
| 68386      | 68440       | Zimmersheim             | 1069                             | 3,15          | 339              | Brunstatt-Didenheim Habsheim                                                            | Mulhouse                                                               | Mulhouse Alsace Agglomération           |

## Veränderungen im Gemeindebestand seit 2015

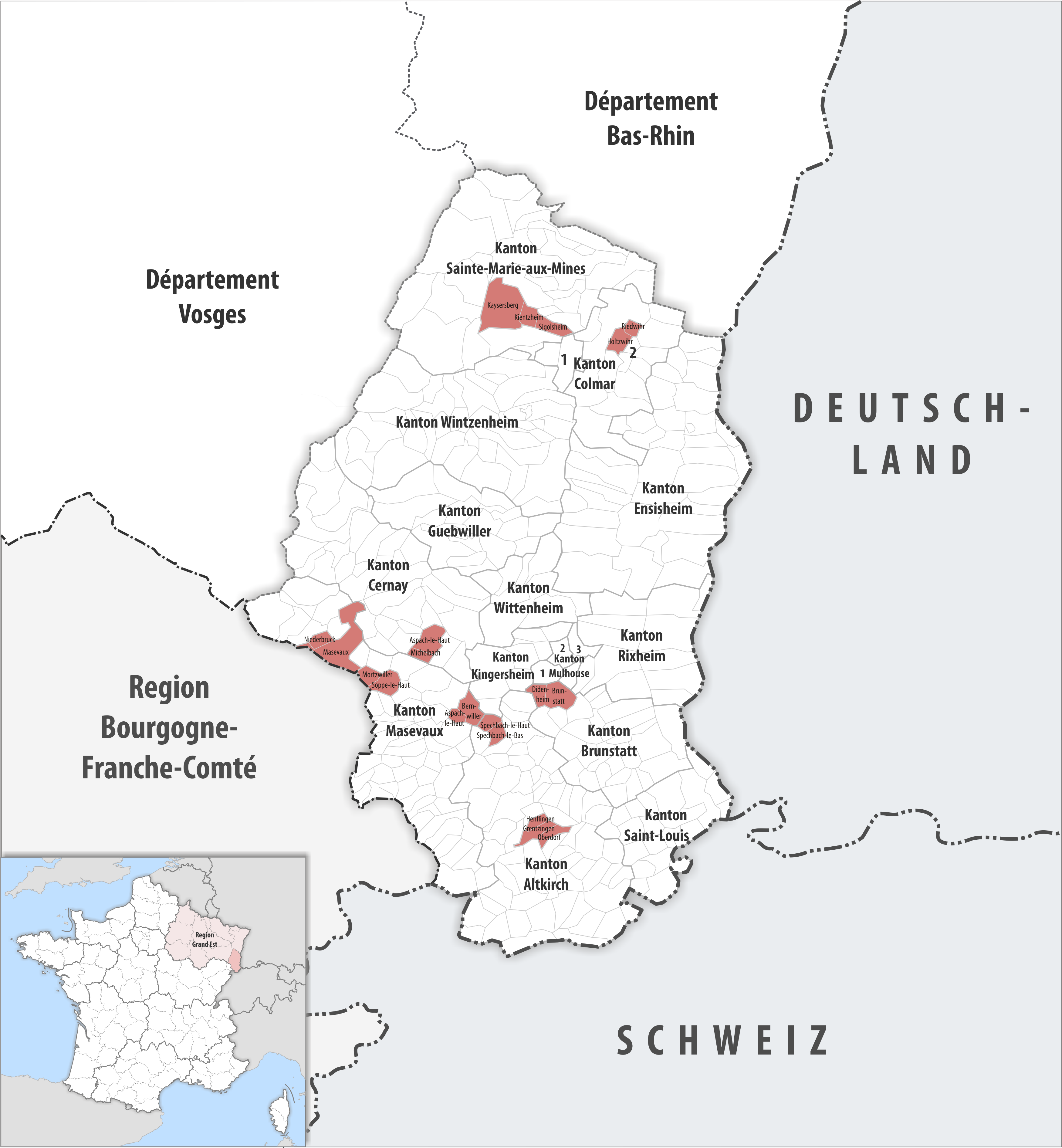
Gemeinden bis 2015

2016: 
- Fusion Aspach-le-Haut und Michelbach → Aspach-Michelbach
- Fusion Brunstatt und Didenheim → Brunstatt-Didenheim
- Fusion Grentzingen, Henflingen und Oberdorf → Illtal
- Fusion Kaysersberg, Kientzheim und Sigolsheim → Kaysersberg Vignoble
- Fusion Mortzwiller und Soppe-le-Haut → Le Haut Soultzbach
- Fusion Masevaux und Niederbruck → Masevaux-Niederbruck
- Fusion Holtzwihr und Riedwihr → Porte du Ried
- Fusion Spechbach-le-Bas und Spechbach-le-Haut → Spechbach